# カラオケスタジオ
『カラオケスタジオ』は日本で1987年7月30日にバンダイが発売したファミリーコンピュータ用ゲームソフト。別名：カラオケスタジアム。

## 概要
ソフトにマイクが付いて本格的なカラオケが出来る。

## モード
1. レッスン
  - 歌がうまく歌えるための特訓モード
2. のどじまん
  - 名前と年令、性別を自分で創ってそのキャラクターがのど自慢に出てあなたの声をチェックし合格か失格を決める。
3. スター誕生
  - オーディションから始まり本戦、デビューの順で合格するごとに進んで行く。本戦合格で認定証、デビュー合格で新人賞がもらえる。
4. イントロ当てゲーム
  - 最大3人まで参加できる。4問正解で優勝、3回不正解で退場となる。初心者コースとスーパーイントロの2レベルと分かれている。

## 収録曲
1. 一年生になったら
  - 作詞：まど・みちお / 作曲：山本直純
2. ジングルベル
  - 作詞・作曲：ジェームズ・ロード・ピアポント
3. 10人のインディアン
  - 作詞・作曲：セプティマス・ウィナー / 翻訳詞：横山健 / 唄：若草児童合唱団
4. 犬のおまわりさん
  - 作詞：佐藤義美 / 作曲：大中恩
5. おもちゃのチャチャチャ
  - 作詞：野坂昭如、吉岡治補 / 作曲：越部信義
6. ゲゲゲの鬼太郎（第3シリーズ）
  - 作詞：水木しげる / 作曲：いずみたく / 編曲：野村豊 / 唄：吉幾三
7. 南の国のパームタウン
  - 作詞・作曲：小坂明子 / 編曲：有澤孝紀 / 唄：山野さと子
8. 光戦隊マスクマン
  - 作詞：売野雅勇 / 作曲：井上大輔 / 編曲：藤田大土 / 唄：影山ヒロノブ
9. はたらくくるま
  - 作詞：伊藤アキラ / 作曲・編曲：越部信義 / 唄：のこいのこ
10. からだ元気?
  - 作詞：佐藤ありす / 作曲：しょうじけいすけ / 編曲：シャンティ・シャンティ / 振付：土居甫 / 唄：しょうじけいすけ、シャンティ・シャンティ
11. 赤いスイートピー
  - 作詞：松本隆 / 作曲：呉田軽穂 / 編曲：松任谷正隆 / 唄：松田聖子
12. DESIRE -情熱-
  - 作詞：阿木燿子 / 作曲：鈴木キサブロー / 編曲：椎名和夫 / 唄：中森明菜
13. 「派手!!!」
  - 作詞：松本隆 / 作曲：筒美京平 / 編曲：船山基紀 / 唄：中山美穂
14. 男と女のラブゲーム
  - 作詞：魚住勉 / 作曲・編曲：馬飼野康二 / 唄：日野美歌と葵司朗
15. 雪國
  - 作詞・作曲・唄：吉幾三 / 編曲：京建輔

## トップヒット20
カラオケスタジオの後ろのカセットを取り替えると曲が増える。

### Vol.1
1987年10月28日に発売。価格は3,980円。EAN 4902425-20225-9

#### 収録曲
1. ふしぎなポケット
  - 作詞：まど・みちお / 作曲：渡辺茂
2. ぶんぶんぶん
  - 作詞：村野四郎 / 補作：ホフマン・フォン・ファラースレーベン / 作曲：ボヘミア民謡
3. 大きな栗の木の下で
  - 訳詞：阪田寛夫 / 編曲：ヤロミール・ヴァインベルゲル
4. 山の音楽家
  - 作詞・作曲：ドイツ民謡 / 訳詞：水田詩仙 / 編曲：服部克久 / 唱：ダークダックス
5. かまっておんど
  - 作詞：つかこうへい / 作曲：中村弘明 / 編曲：小林信吾 / 唱：大竹しのぶ
6. げんこつやまのたぬきさん
  - 作詞：香山美子 / 作曲：小森昭宏
7. むすんでひらいて
  - 作曲：ジャン＝ジャック・ルソー
8. 君だけに
  - 作詞：康珍化 / 作曲：筒美京平 / 編曲：馬飼野康二 / 唱：少年隊
9. ろくなもんじゃねえ
  - 作詞・作曲・唱：長渕剛 / 編曲：長渕剛、瀬尾一三
10. Strawberry Time
  - 作詞：松本隆 / 作曲：土橋安騎夫 / 編曲：大村雅朗 / 唱：松田聖子
11. 居酒屋
  - 作詞：阿久悠 / 作曲・編曲：大野克夫 / 唱：五木ひろし
12. 命くれない
  - 作詞：吉岡治 / 作曲：北原じゅん / 編曲：馬場良 / 唱：瀬川瑛子
13. 与作
  - 作詞・作曲：七澤公典 / 編曲：池多孝春 / 唱：北島三郎
14. ろくでなし
  - 作詞・作曲：サルヴァトール・アダモ / 訳詞：岩谷時子 / 唱：越路吹雪
15. もしかして PARTII
  - 作詞：榊みちこ / 作曲：美樹克彦 / 編曲：竜崎孝路 / 唱：小林幸子・美樹克彦
16. いとしのエリー
  - 作詞・作曲：桑田佳祐 / 編曲・唱：サザンオールスターズ / 弦編曲：新田一郎
17. 昴
  - 作詞・作曲・唱：谷村新司 / 編曲：服部克久
18. パンドラの恋人
  - 作詞：田口俊 / 作曲：亀井登志夫 / 編曲：萩田光雄 / 唱：南野陽子
19. 50/50
  - 作詞：田口俊 / 作曲：小室哲哉 / 編曲：船山基紀 / 唱：中山美穂
20. 夜霧よ今夜も有難う
  - 作詞・作曲：浜口庫之助 / 編曲：奥山清 / 唱：石原裕次郎

### Vol.2
1988年2月18日に発売。価格は3,980円。EAN 4902425-20406-2

#### 収録曲
1. 北酒場
  - 作詞：なかにし礼 / 作曲：中村泰士 / 編曲：馬飼野俊一 / 唄：細川たかし
2. 3年目の浮気
  - 作詞、作曲：佐々木勉 / 編曲：櫻庭伸幸 / 唄：ヒロシ&キーボー
3. 熱き心に
  - 作詞：阿久悠 / 作曲、編曲：大瀧詠一 / ストリングスアレンジ：前田憲男 / 唄：小林旭
4. 北の旅人
  - 作詞：山口洋子 / 作曲：弦哲也 / 編曲：前田俊明 / 唄：石原裕次郎
5. 瀬戸の花嫁
  - 作詞：山上路夫 / 作曲：平尾昌晃 / 編曲：森岡賢一郎 / 唄：小柳ルミ子
6. なごり雪
  - 作詞、作曲：伊勢正三 / 編曲：瀬尾一三 / 唄：かぐや姫
7. ウェディングドレス
  - 作詞：秋元康 / 作曲：高橋研 / 編曲：佐藤準 / 唄：おニャン子クラブ
8. おらおら
  - 作詞：秋元康 / 作曲、編曲：後藤次利 / 唄：とんねるず
9. さよならの果実たち
  - 作詞：売野雅勇 / 作曲：筒美京平 / 編曲：武部聡志 / 唄：荻野目洋子
10. STAR LIGHT
  - 作詞：飛鳥涼 / 作曲：チャゲ&飛鳥 / 編曲：佐藤準 / 唄：光GENJI
11. Smile Again
  - 作詞：川村真澄 / 作曲：井上ヨシマサ / 編曲：土屋昌巳 / 唄：小泉今日子
12. 難破船
  - 作詞、作曲、唄：加藤登紀子 / 編曲：白井良明 / ストリングス・アレンジ：武川雅寛
13. LADY
  - 作詞：川村真澄 / 作曲、編曲：服部克久 / 唄：少年隊
14. WANDERER
  - 作詞：藤井郁弥 / 作曲：鶴久政治 / 編曲：THE CHECKERS FAM. / 唄：チェッカーズ
15. いとまきのうた
  - 原曲：デンマーク民謡 / 作詞：香山美子 / 作曲：小森昭宏
16. おはなしゆびさん
  - 作詞：香山美子 / 作曲：湯山昭
17. 汽車ポッポ
  - 作詞：富原薫 / 作曲：草川信
18. シャボン玉
  - 作詞：野口雨情 / 作曲：中山晋平
19. 手のひらを太陽に
  - 作詞：やなせたかし / 作曲：いずみたく / 唄：宮城まり子 & ビクター児童合唱団
20. どんぐりころころ
  - 作詞：青木存義 / 作曲：梁田貞